# Alfred Körner
Alfred Körner (Bécs, 1926. február 14. – Bécs, 2020. január 23.) világbajnoki bronzérmes osztrák labdarúgó, csatár, edző. Bátyja a szintén labdarúgó Robert Körner, több alkalommal is szerepeltek együtt a nemzeti válogatottban.
Az osztrák válogatott színeiben részt vett az 1948. évi nyári olimpiai játékokon, az 1954-es és az 1958-as labdarúgó-világbajnokságon.